# Sainte-Barbe-sur-Gaillon
Pour les articles homonymes, voir Sainte-Barbe.
Sainte-Barbe-sur-Gaillon est une ancienne commune française, située dans le département de l'Eure en région Normandie, devenue le 1er janvier 2016 une commune déléguée au sein de la commune nouvelle du Val d'Hazey.
Par arrêt du 27 juin 2019, la cour administrative d'appel de Douai a annulé l’arrêté préfectoral portant création de la commune du Val d'Hazey avec effet au 1er décembre 2019.
Sans attendre le résultat de la saisine par le ministère de l'Intérieur du conseil d'État demandant la cassation de l'arrêt de la cour administrative d'appel, le préfet de l'Eure a édicté, le 24 octobre 2019, un arrêté  assurant la continuité de l'entité juridique du Val d'Hazey au 1er décembre 2019.

## Géographie

### Localisation
Sainte-Barbe-sur-Gaillon est située sur le plateau de Madrie.

### Communes limitrophes
| Vieux-Villez (comm. nouv. du Val-d'Hazey) |                          | Aubevoye (comm. nouv. du Val-d'Hazey) |
| Ailly                                     | Sainte-Barbe-sur-Gaillon |                                       |
| Saint-Julien-de-la-Liègue                 |                          | Gaillon                               |

### Hydrographie
La ravine du Hazey y prend sa source.

### Voies de communication et transports

#### Voies routières
Le centre-bourg est irrigué par la D 665, dont l'histoire précède la création en 1730 de la D 6015. La D 82 en part vers Ailly et au-delà vers Le Neubourg.

## Toponymie
Sainte-Barbe est un hagiotoponyme. 
Gaillon, autrefois, paroisse annexe d’Aubevoye.

## Histoire
1829 : plan parcellaire terminé le 15 septembre, en cinq planches.
Les hameaux cités sont : Le Mesnil Béhier, Le Courtil Bunel, Le Hazay, Le Mesnil Courts Moulins, Le Mesnil Gosse, Le Menil Pipet.
Au-delà de ces zones habitées, on trouve mentionnées les aires agricoles ou boisées de la Porte au Chien, des Mottes, des Courts Sillons, de la Croix Gilles Philippe, des Pivots, des Courants, du Champs des Jardins, des Côtes, du Préau, des Plantes, des Longs Champs, des Paillards, des Faudits, de la Corvée et des Roulands.
Entre 1899 et 1932, ont lieu les courses de côte sur la route montante de Gaillon sur le territoire de la commune. En 2009 et 2019 ont lieu des commémorations de cette épreuve de sports mécaniques réservés aux véhicules antérieurs à 1929.

## Politique et administration
| Période                                  | Période          | Identité                               | Étiquette | Qualité                                                                           |
| ---------------------------------------- | ---------------- | -------------------------------------- | --------- | --------------------------------------------------------------------------------- |
|                                          |                  |                                        |           |                                                                                   |
| Les données manquantes sont à compléter. |                  |                                        |           |                                                                                   |
| vers 1829                                | 09/1870          | Alfred Léonce Odoard, vicomte du Hazey |           |                                                                                   |
| 09/1870                                  | 09/1871          | commission administrative              |           |                                                                                   |
| 09/1871                                  | 1912 et après    | Jean-Baptiste Albert Coville           |           | chevalier de la Légion d'honneur chevalier du Mérite agricole le 14 juillet 1903. |
|                                          |                  |                                        |           |                                                                                   |
| v 1973                                   | v 1979           | Louis Vernier                          |           | conseiller général                                                                |
|                                          |                  |                                        |           |                                                                                   |
| juin 1995                                | mars 2008        | Jeanine Derache                        | UDF       |                                                                                   |
| mars 2008                                | 31 décembre 2015 | Jean-Marie Lejeune                     | DVD       | Cadre supérieur                                                                   |

## Démographie
L'évolution du nombre d'habitants est connue à travers les recensements de la population effectués dans la commune depuis 1793. À partir du 1er janvier 2009, les populations légales des communes sont publiées annuellement dans le cadre d'un recensement qui repose désormais sur une collecte d'information annuelle, concernant successivement tous les territoires communaux au cours d'une période de cinq ans. 
Pour les communes de moins de 10 000 habitants, une enquête de recensement portant sur toute la population est réalisée tous les cinq ans, les populations légales des années intermédiaires étant quant à elles estimées par interpolation ou extrapolation. Pour la commune, le premier recensement exhaustif entrant dans le cadre du nouveau dispositif a été réalisé en 2006,.
En 2013, la commune comptait 254 habitants, en évolution de +2,42 % par rapport à 2008 (Eure : +2,66 %, France hors Mayotte : +2,49 %).
| 1793 | 1800 | 1806 | 1821 | 1831 | 1836 | 1841 | 1846 | 1851 |
| ---- | ---- | ---- | ---- | ---- | ---- | ---- | ---- | ---- |
| 466  | 407  | 477  | 441  | 425  | 418  | 451  | 464  | 412  |

| 1856 | 1861 | 1866 | 1872 | 1876 | 1881 | 1886 | 1891 | 1896 |
| ---- | ---- | ---- | ---- | ---- | ---- | ---- | ---- | ---- |
| 380  | 390  | 388  | 299  | 290  | 272  | 266  | 229  | 226  |

| 1901 | 1906 | 1911 | 1921 | 1926 | 1931 | 1936 | 1946 | 1954 |
| ---- | ---- | ---- | ---- | ---- | ---- | ---- | ---- | ---- |
| 213  | 213  | 212  | 196  | 171  | 160  | 159  | 192  | 198  |

| 1962 | 1968 | 1975 | 1982 | 1990 | 1999 | 2006 | 2011 | 2013 |
| ---- | ---- | ---- | ---- | ---- | ---- | ---- | ---- | ---- |
| 215  | 261  | 231  | 214  | 218  | 230  | 250  | 250  | 254  |

## Culture locale et patrimoine

### Lieux et monuments
- Château de Courtmoulin, des XVIIe et XVIIIe siècles, modifié aux XIXe et XXe siècles. La chapelle est inscrite au titre des monuments historiques depuis 2006[8].
- Chapelle seigneuriale [9] attenante au château ci-dessus, dédiée à saint Wulfranc, inscrite en totalité au titre des monuments historiques depuis 2006[8].
- Église Sainte-Barbe, des XVe et XVIe siècles, recensée à l'inventaire général du patrimoine culturel[10].
- Croix de cimetière en pierre, datée de 1694, dans l'enclos de l'église ci-dessus, recensée à l'inventaire général du patrimoine culturel[11].
- Fontaine Saint-Wulfranc dans les bois de Courtmoulin[12], lieu de dévotion pour les maladies de la peau et des yeux, recensée à l'inventaire général du patrimoine culturel[13].
- Château du Hazey (1721) : Adolphe Vard consacre deux pages au château du Hazey en 1896[14].
- Tour du Hazey, (lieu-dit des Quatre-Vents) du XVIe siècle, en calcaire, silex et moellons, recensé à l'inventaire général du patrimoine culturel[15],[16].
- Pavillon de chasse (ancien) du château de Gaillon, des XVIe et XVIIIe siècles[17], recensé à l'inventaire général du patrimoine culturel[18].

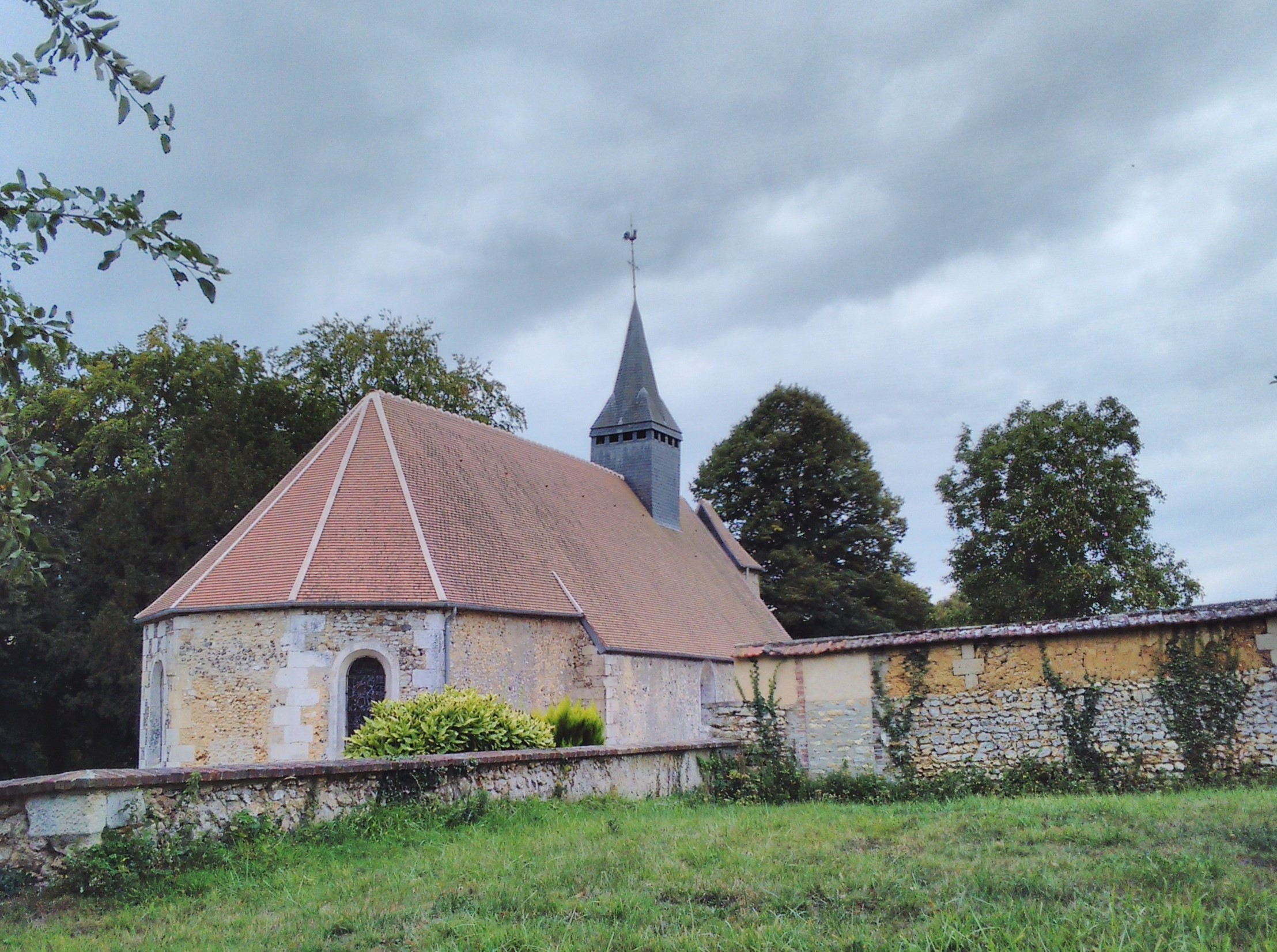
L'église Sainte-Barbe.
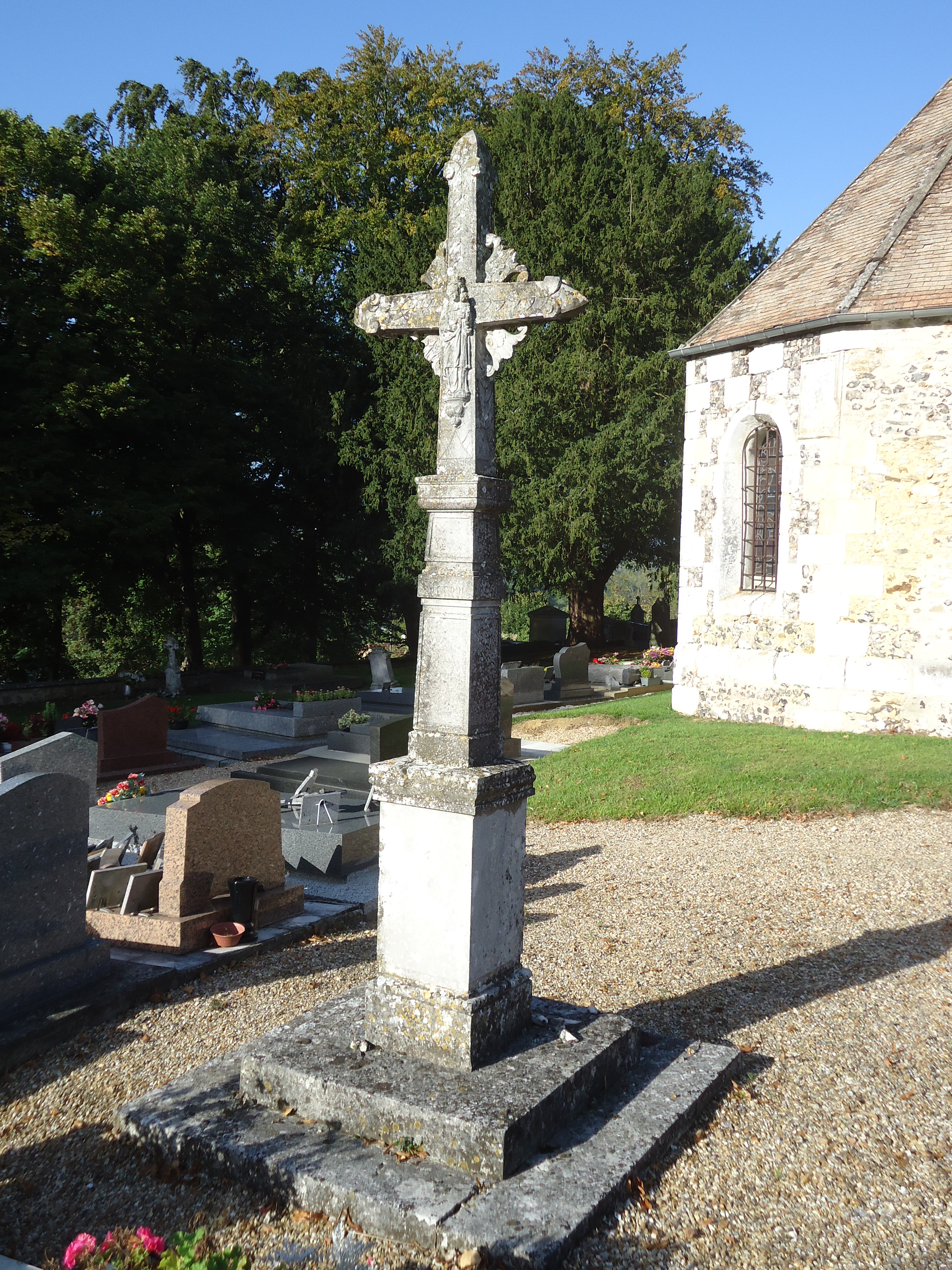
Le calvaire du cimetière.
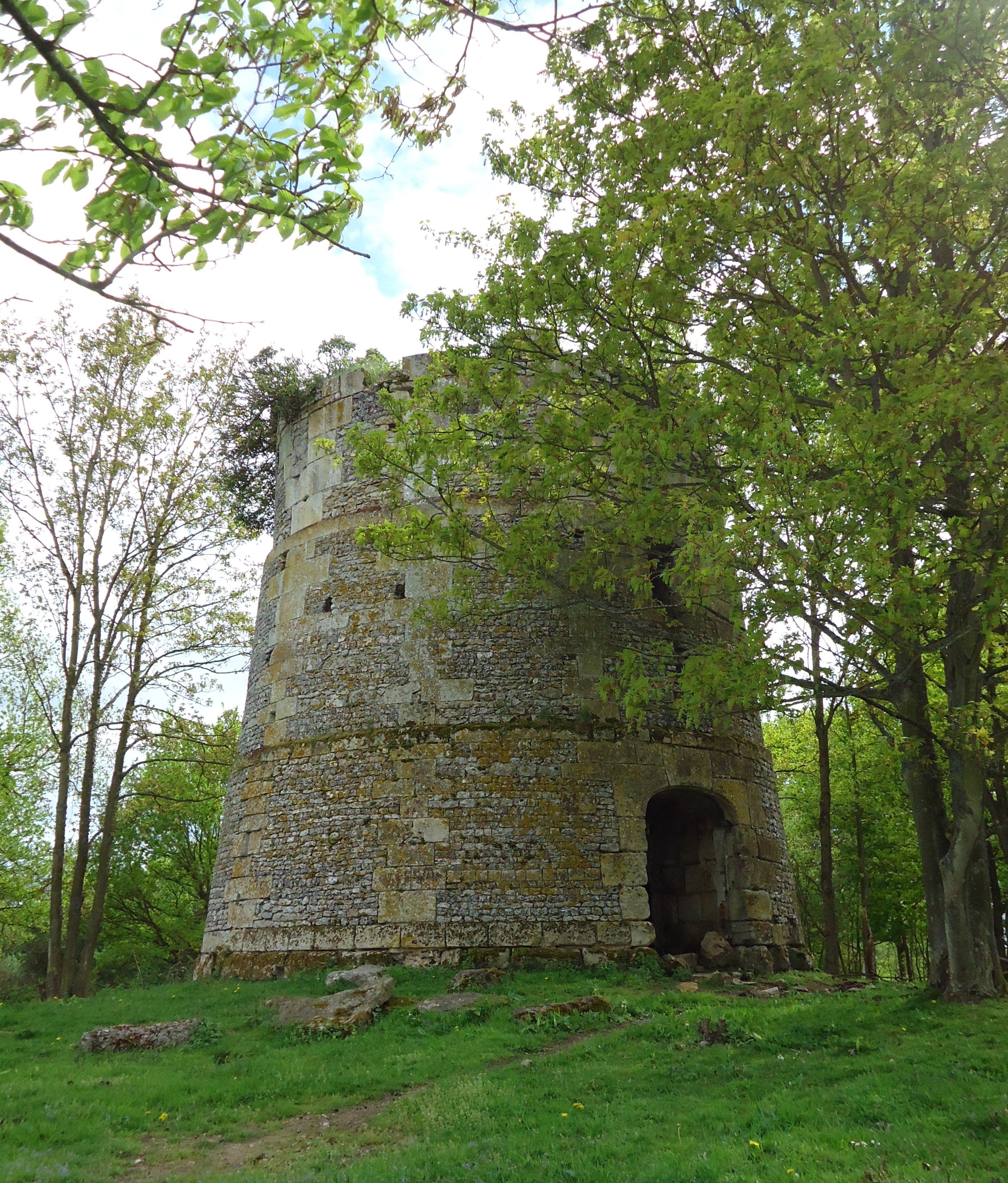
La tour du Hazey.
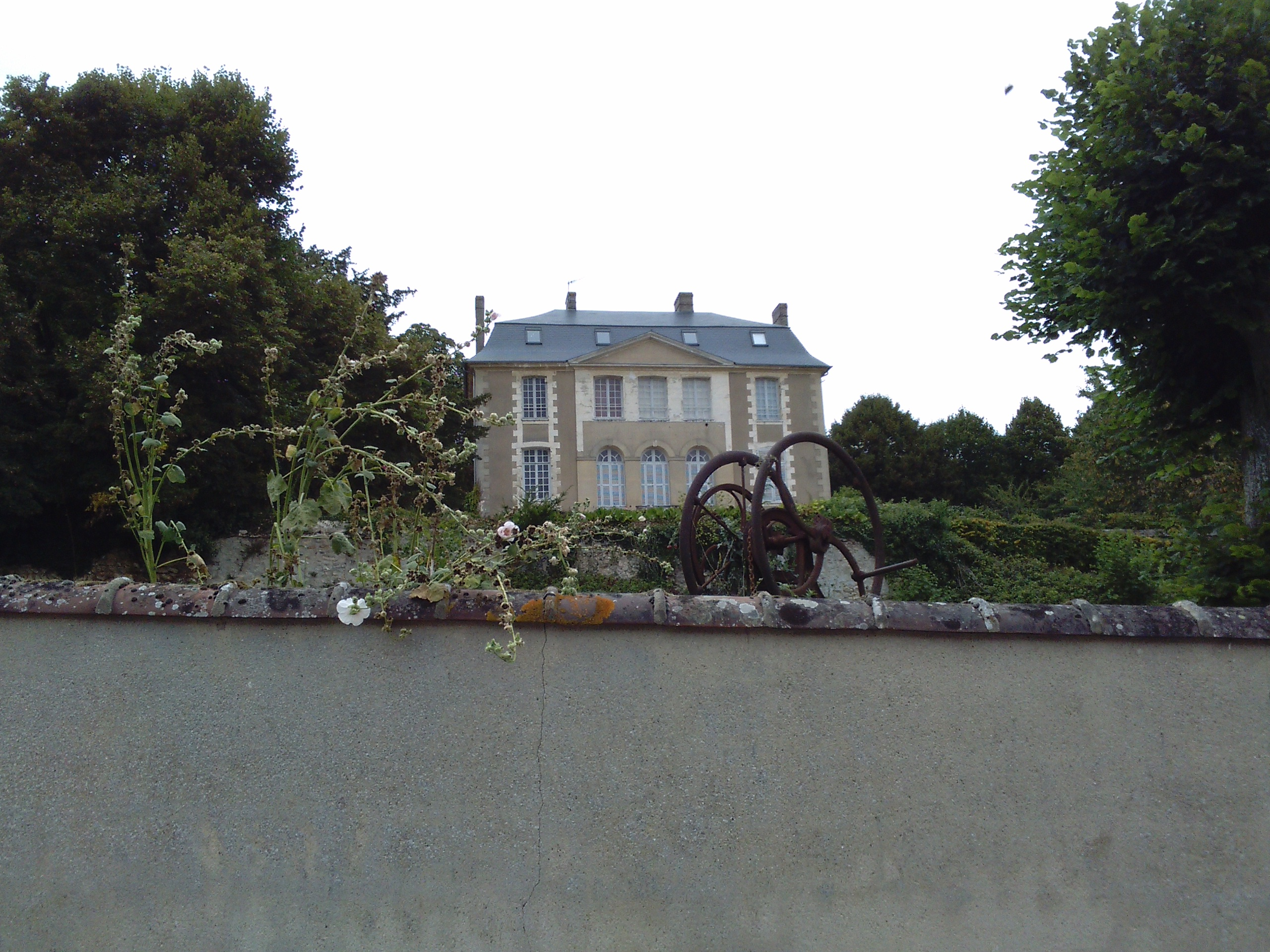
Le pavillon de chasse (ancien).

### Patrimoine naturel

#### Site classé
- L'église ainsi que le calvaire et l'if du cimetière  Site classé (1926)[19].

### Personnalités liées à la commune
- Joseph-Hyacinthe Tripet (°1796), ancien vice-consul de France à Moscou, membre de la société de l'Orient (1843), propriétaire de Courtmoulin, cité dans l'affaire de Jeufosse (1857)[20].

- Charles Léonard Odoard du Hazay (1774-1859), officier supérieur, député de la Seine inférieure du 22/08/1815 au 15/09/1816, né à Sainte-Barbe[21].

- François Antoine Teste (1775-1862), officier général, un des propriétaires du château de la commune, pendant une affectation de onze années à Rouen.

- Frédéric Pillet-Will (1837-1911), comte, régent de la Banque de France, autre propriétaire du même château.
- Adolphe Duclos (1865-1939), peintre, est né dans la commune.
- Philippe de Cossé-Brissac (1905-1963), historien[22], dont la sépulture est visible dans l'enclos de l'église Sainte-Barbe. On lui doit une notice sur les « Deux monuments disparus : le château de Gaillon et la chartreuse de Bourbon-lès-Gaillon ». Marié à Henriette de La Rochefoucauld (1912-1999); sans descendance.

### Héraldique
| Blason de Sainte-Barbe-sur-Gaillon | Blason  | Écartelé: au 1er d'azur à la tour couverte d'argent, au 2e d'or au huchet de sable, au 3e d'or au foudre de gueules posé en pal, au 4e d'azur à l'église du lieu d'argent. Devise / CriVigor non sinceritam adaequat (la force n'égale pas la sincérité) |
| Blason de Sainte-Barbe-sur-Gaillon | Détails | Le statut officiel du blason reste à déterminer. |